# Glutinoglossum
Глутиноглос (Glutinoglossum) — рід грибів родини Geoglossaceae. Назва вперше опублікована 2013 року.

## Назва
В англійській мові типовий представник роду Glutinoglossum glutinosum має назву «клейкий земляний язик» (англ. glutinous earth tongue).

## Поширення та середовище існування
Плодові тіла глутиноглосу ростуть на землі у вологих місцях.
В Україні в Розтоцько-Опільських Лісах зустрічається глутиноглос клейкий (Glutinoglossum glutinosum).

## Галерея

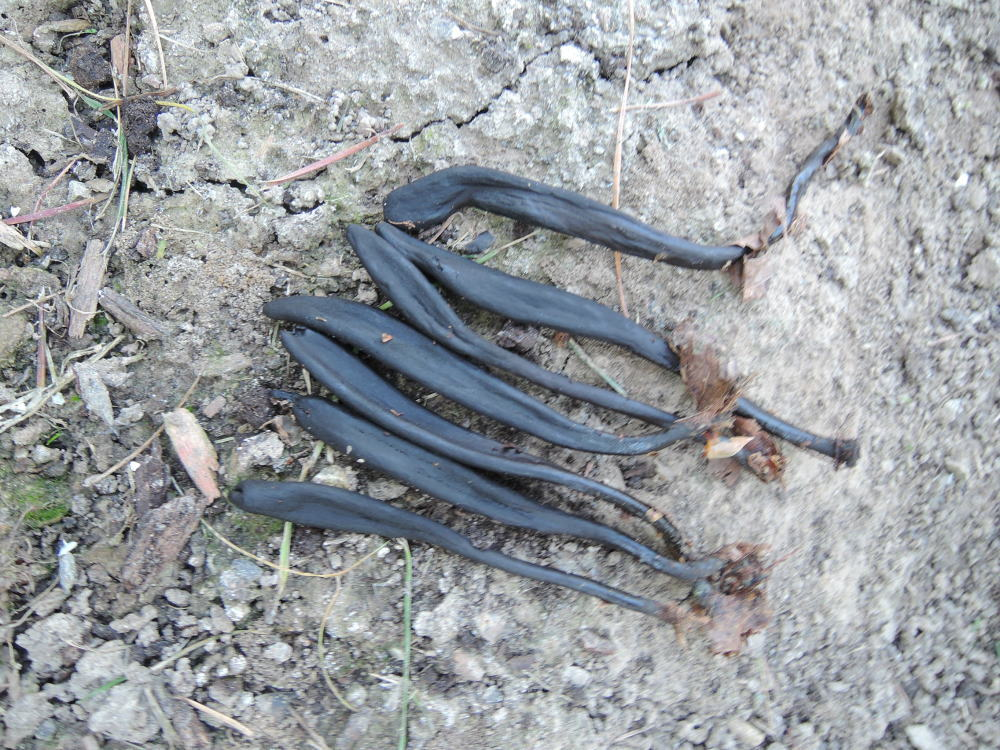
Glutinoglossum glutinosum
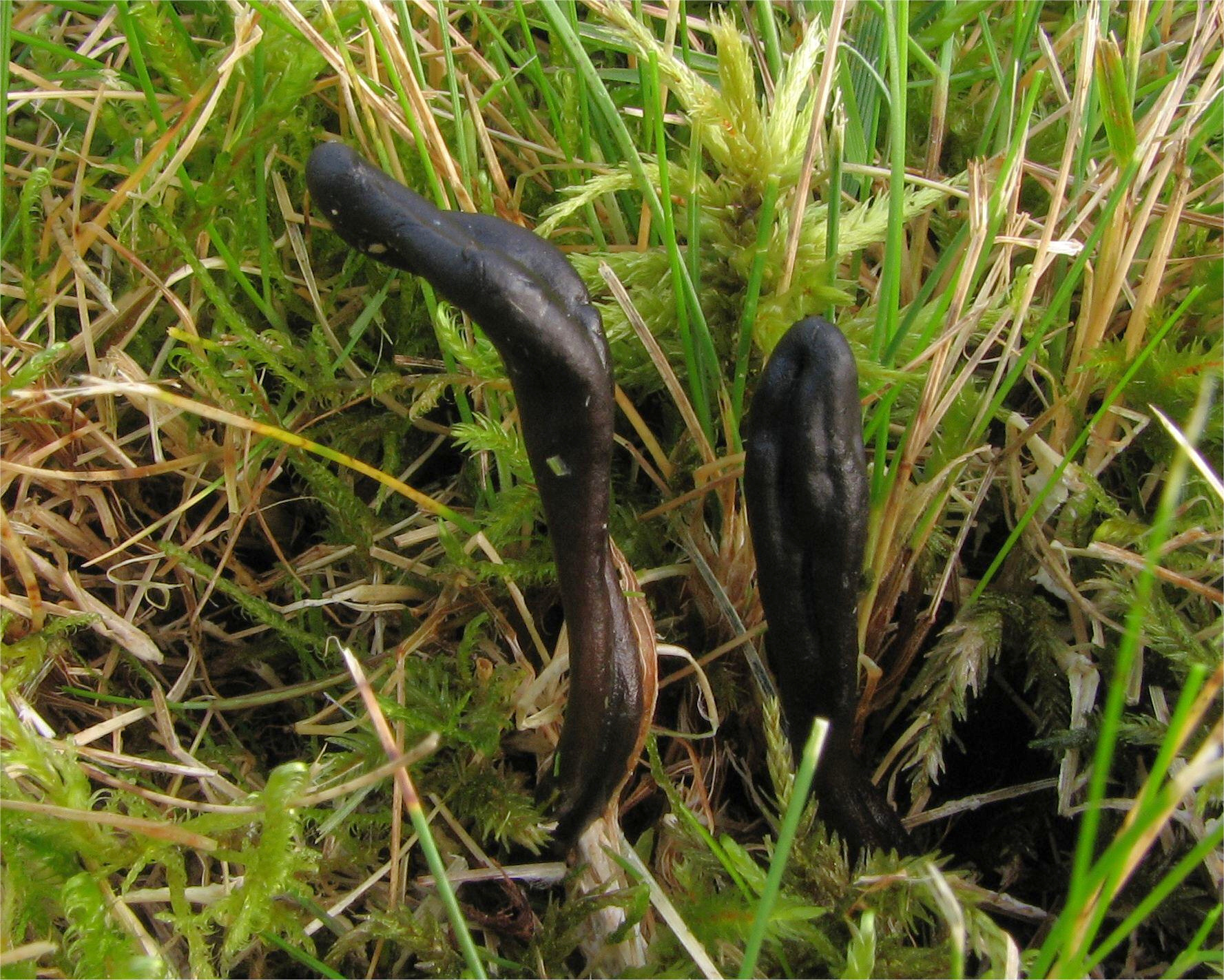
Glutinoglossum glutinosum